# تری ادوارد شالتس
تری ادوارد شالتس (انگلیسی: Trey Edward Shults) کارگردان، تهیه‌کننده، نویسنده و بازیگر آمریکایی است. او بیشتر به عنوان کارگردان و نویسنده فیلم‌های؛ کریشا (۲۰۱۵)، در شب می‌آید (۲۰۱۷)، امواج (۲۰۱۹) و فردا عجله کن (۲۰۲۵) شناخته می‌شود.